# Andriejewka (rejon bogatowski)
Andriejewka (ros. Андреевка) – wieś (sieło) w Rosji, w obwodzie samarskim, w rejonie bogatowskim. W 2010 liczyła 738 mieszkańców.